# Водяной газ
Водяно́й газ (генераторный газ, синтез-газ) — газовая смесь, состав которой (в среднем, об. %) CO — 44, N2 — 6, CO2 — 5, H2 — 45.
Водяной газ получают продуванием водяного пара сквозь слой раскалённого угля или кокса. Реакция идёт по уравнению:
{\displaystyle {\mathsf {H_{2}O+C\rightarrow H_{2}+CO}}}
Реакция эндотермическая, идёт с поглощением тепла — 31 ккал/моль (132 кДж/моль), поэтому для поддержания температуры в газогенератор время от времени для накаливания слоя кокса пропускают воздух (или кислород), либо в водяной пар добавляют воздух или кислород.
Именно поэтому водяной газ обычно имеет не стехиометрический состав, то есть 50 об.% H2 + 50 об.% CO, а содержит также другие газы (см. выше).
Продукты реакции имеют в 2 раза больший объём относительно объёма водяного пара. Именно на увеличение объёма затрачивается, согласно термодинамике, значительная часть внутренней энергии реакции.
Представляет интерес установка, которая может рекуперировать эту энергию (турбинная или поршневая). Часть энергии, в виде электроэнергии может быть потрачена на подогрев твёрдого топлива. В такой установке подогрев может производиться за счёт адиабатического сжатия водяного пара.
Если газогенераторная установка должна питать электростанцию, то её отработавшие газы могут подогревать водяной пар.

## Применение
Водяной газ используется в качестве горючего газа (теплота сгорания 2800 ккал/м³), а также применяется в химическом синтезе — для получения синтетического топлива, смазочных масел, аммиака, метанола, высших спиртов и т. п.